# アネタン地区

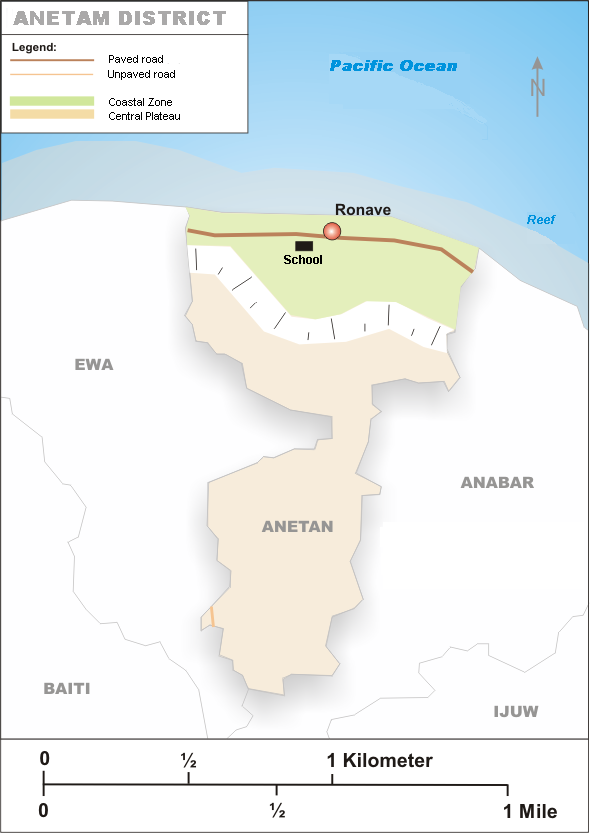
アネタン地区

アネタン地区（アネタンちく、英語: Anetan District）は、ナウルの1地区。同国の北西部に位置する。国の気象観測所がある。
元大統領のマーカス・スティーブンの選挙区としても知られている。
- 地区面積:1.0km²
- 地区人口:880人